# سعيد ملوكي
سعيد ملوكي ولد بمدينة بركان بشمال المغرب عام 1951، شاعر وأديب مغربي.

## وصلات خارجية
1. ↑   http://observatorynewidea.blogspot.fr/2014/11/blog-post_41.html. {{استشهاد ويب}}: |url= بحاجة لعنوان (مساعدة) والوسيط |title= غير موجود أو فارغ (من ويكي بيانات) (مساعدة)
2. ↑   http://www.maghress.com/alittihad/1236280. {{استشهاد ويب}}: |url= بحاجة لعنوان (مساعدة) والوسيط |title= غير موجود أو فارغ (من ويكي بيانات) (مساعدة)